# Епіцентр (фільм)
«Епіцентр» (англ. Epicenter) — американський бойовик 2000 року.

## Сюжет
Агент ФБР Аманда Фостер працює під прикриттям. Її завдання заарештувати Ніка Костантина, співробітника військової установи в Сан-Франциско, який, використовуючи феноменальну винахідливість і вправність, намагається викрасти секретні документи і продати їх терористам. Взявши Ніка на місці злочину, Аманда повинна доставити його у федеральну в'язницю Лос-Анджелеса. Проте в цей час в Лос-Анджелесі відбувається землетрус страшної сили. Перебуваючи по різні сторони закону, переслідувані безжальними вбивцями і продажними поліцейськими, Нік і Аманда змушені об'єднати свої зусилля, щоб розшукати загублену дочку Аманди, вибратися із зруйнованого міста і залишитися в живих.

## У ролях
- Трейсі Лордс — агент Аманда Фостер
- Гері Деніелс — Нік Костантин
- Джефф Фейгі — агент ФБР Мур
- Даніела Нейн — Таня Семенова
- Константін Котіманіс — Дмитро
- Кеті Стюарт — Робін Фостер
- Ендрю Френсіс — Бред
- Генрі Бекман — Пет
- Тревор Вайт — Іван Семенов
- Беррі В. Леві — Стівен
- Марк Голден — Грант
- Колін Лоуренс — водій
- Хіро Канаґава — агент Тед
- Майкл Роджерс — агент Віллі
- Роб Лі — охоронець
- Каван Каннінгем — Кмікі
- Дейл Вілсон — Джек Торс
- Крістіна Матісік — диктор
- Марк Гіббон — охоронець
- Стів Стрейн — бармен
- Георгета Янку — молода дівчина
- Константін Драганеску — пасажир 1